# 總鐸區
總鐸區（英語：Deanery）或聯區是天主教及聖公會教會行政層級，由多個堂區/牧區所構成。另外在總鐸區中另會選出一名神職人員擔任總鐸或地區總牧（Dean）。

## 天主教
在天主教，總鐸區的成立被規範在教會法374條第2項。該法條說明為了方便進行教務的管理可由幾個鄰近堂區組成特定群體，並以總鐸區為例。不過是否成立總鐸區依舊是看教區主教或是類似教區的地方教會之教長及其幕僚的考量。此外在天主教一個總鐸區是由主教在考量轄下總鐸區供職的神父們的建言及自己的考慮後，須在總鐸區內任命一位神父為總鐸。總鐸一職的任期應由教區的特別法規範，並由主教保留撤換總鐸之權。
而總鐸神父必須負責自己管理的總鐸區內牧靈活動的協調；各神職人員的職責之督導；維持教會儀式能按規舉行，並盡量維護總鐸區內的大小事務的運作，如房屋的修繕等。此外亦當關注總鐸區內的神職人員能否定期參與神學研討會及靈修上的輔助，並適時關心各堂區神父患病時能獲得的照料以及離世後的喪禮與身後事的安排。並且總鐸應常訪問總鐸區內的各堂區。其他則以特別法去明訂之。

## 聖公會
聯區的制度在聖公會的傳統不是新鮮事，但不是法定架構，各教區按其需要，為了方便舉行聯合事工及調配資源，將不同大小的禮拜堂組織一起。聯區中較大的禮拜堂或較成熟的牧區會擔任聯區中的主堂，提供資源協助聯區內其他堂發展。這既有利於推動羣體牧職，亦能互相協調，適當運用資源，並能互補不足。在外國，教區的幅員可以很遼闊，於是相鄰的牧區會組成聯區。有了這種羣體牧職、互相協調、互補不足的彈性，即使教友突然需要關顧，甚至要處理喪事，牧師都可以即時給予支援，牧師之間亦能互相『補位』。當然，聯區亦可以合辦培育課程、洗禮慕道班、青年聯堂活動、舉行聯合堅振禮等。

## 延伸閱讀
- MacMorran K. M. & Briden T. A Handbook for Churchwardens and Parochial Church Councillors, Continuum (2001) ISBN 0-8264-6308-8 (Anglican)
- 總鐸職務指引 （页面存档备份，存于）